# Evangeličanska cerkev, Gornji Petrovci
Evangeličanska cerkev je v naselju Gornji Petrovci v Občini Gornji Petrovci.

## Zgodovina
Naselje Petrovci je prvič omenjeno leta 1531, kraj pa je bil bolj znan pod imenom »Nedela«. Vizitacijski zapiski iz leta 1627 omenjajo dve evangeličanski cerkvi in sicer: »Sv. Trojica« (Nedela) in » Sv. Ana« (Boreča). Duhovnike so vzdrževali verniki s svojimi prispevki, katerih višina je bila odvisna od premoženja posamezne družine.

## Protireformacija
Evangeličane v Gornjih Petrovcih oziroma na ozemlju takratne in današnje gmajne so začeli preganjati. Morali so sprejeti ukaze od svojega, nekoč njim in reformaciji naklonjenega, zemljiškega gospoda Gyorgyja Szecsyja. Ta je namreč leta 1647 prestopil v katoliško vero in tudi prvi začel odkriti boj proti evangeličanom na ozemlju današnjega Goričkega. Odvzemi cerkva, cerkvenih poslopij, šol in preganjanje duhovnikov se je z bliskovito naglico širilo po celotnem ozemlju današnjega Prekmurja. Tako leto 1672 predstavlja začetek krute protireformacije na soboškem in  goričkem ozemlju, kjer je odvzemanje cerkva in šol ter preganjanje duhovnikov trajalo vse do leta 1733.
Zato so se številni evangeličani kljub prepovedi še naprej naskrivaj zbirali po domovih in raznih skednjih, kjer so se predvsem z branjem Biblije utrjevali v veri. Takšna skrivna mesta oziroma zbirališča so bila v Gornjih Petrovcih, Ženavlju in v Adrijancih. Kraljevska odredba iz leta 1732 je evangeličanske božje službe popolnoma prepovedala. Toda tudi temu odloku se evangeličanski verniki niso takoj podredili in še naprej so obstajale evangeličanske gmajne v Gornjih Petrovcih s 13 vasmi, pri Benediktu z 12, na Hodošu s 4  vasmi in v Selu.
Namesto izgnanih evangeličanskih duhovnikov so bili na izpraznjena mesta v odvzetih cerkvah nameščeni razni menihi.

## Obdobje po letu 1781 in želja po osamosvojitvi
Tako kot ostalim evangeličanskim vernikom, je tudi gornjepetrovskim 2. december 1781 s »tolerančnim ediktom« o »verski strpnosti« prinesel luč upanja in sprostitve po več kot stoletnem preganjanju in petdesetletnem obdobju brez cerkva, ko je bilo sleherno izpovedovanje vere teh, ki so sprejeli reformacijo in ime »evangeličan« onemogočeno.
K novoustanovljeni križevski gmajni so bile priključene tudi vasi, ki so prvotno sestavljale evangeličansko cerkveno občino Gornji  Petrovci. Zaradi svoje številčnosti so verniki iz Gornjih Petrovcev in okoliških vasi že leta 1811 izrazili željo po osamosvojitvi, sklicujoč se pri tem na kraljev zakon iz leta 1790/91.
Vendar pa so se morale vasi: Petrovci, Šulinci, Lucova, Adrijanci, Stanjevci, Boreča, Ženavlje, Otovci, Pečnarovci (del današnjih Otovec) in Neradnovci še celih deset let boriti za svojo samostojnost, kateri je nasprotovala križevska gmajna. Kljub številnim težavam so vztrajali pri svoji želji in od zastavljenega cilja niso odstopili.

## Zgodovina cerkve
Zgrajena je bila leta 1804. Ohranjeno ustno izročilo pravi, da je cerkev bila lesena in da je kmalu po blagoslovitvi zgorela. Vzrok požara ni omenjen. Ne ve se z gotovostjo, če je stala na petrovskem ali adrijanskem ozemlju. Z namestitvijo rednega duhovnika tako letnica 1821 predstavlja ustanovno leto evangeličanske cerkvene občine Gornji Petrovci, čeprav so verniki že celih deset let pred tem organizirano pripravljali vse, da bi bili priznani za samostojno gmajno. Prvi duhovnik je bil pisatelj Matjaž Godina. Cerkev, katere temeljni kamen je bil položen 31. maja 1824, je bila narejena iz doma narejene opeke. Z leseno streho prekrita cerkev je bila blagoslovljena še istega leta, dne 22. novembra 1824.
V Šopronu je bil leta 1832 kupljen prvi, 400 kilogramov težki zvon. Istega leta je bilo blagoslovljeno tudi pokopališče, ki se je razprostiralo okrog cerkve in kamor so pokopavali vernike iz vseh vasi, ki so pripadale cerkveni občini.  V letu 1832 je bilo sezidano tudi novo župnišče, leta 1834 pa so zgradili šolo. Gmajna je leta 1840 nabavila drugi, 370 kilogramov težki zvon. Z ozirom na to, da je prva šola (ni znano kje je stala) bila pretesna za vse šoloobvezne otroke, se je gmajna leta 1869 odločila za gradnjo nove šole. Istočasno so zgradili tudi kantorsko stanovanje s pritiklinami. Cerkvene orgle so bile kupljene leta 1876. Te so bile po vsej verjetnosti premajhne, kajti po 38 letih (1914) so kupili nove.
V  letih 1894/95 so dotedanjo cerkev razširili in v celoti prenovili v romanskem slogu, tako da je dobila sedanjo podobo in velikost. Arhitekt je bil Placotta Daniela iz Budimpešte. Velika enoladijska cerkev z galerijo, prezbiterijem in zahodnim zvonikom predstavlja tipičen evangeličanski tloris. Prizidali so tudi stolp oziroma zvonik in opremili notranjost cerkve. Postavili so oltar z ograjo na njem, kupili oltarno sliko in namestili klopi. Leta 1897 so zgradili cerkveno-občinsko gostilno.   Last cerkvene občine je bila tudi mesnica s klavnico, ki so jo zgradili istega leta. Stolpno uro so namestili leta 1907 v že zgrajeni zvonik.
V prvi svetovni vojni je bil uničen večji zvon, kupljen leta 1832. V tem času so bili poškodovani ali uničeni tudi zvonovi po vaseh.

## Šolstvo
Od časa osamosvojitve gornjepetrovske gmajne je za vse vasi, ki so sestavljale gmajno (razen Peskovcev in Otovcev, ki sta bili priljučeni Križevcem), bila ena sama šola v Gornjih Petrovcih. V času 1871 - 1924 je bilo v teh vaseh okrog 200 šoloobveznih otrok. Leta 1883 so vasi Boreča, Neradnovci in Ženavlje dobile državno šolo z dvema učiteljema. Šola je bila zgrajena v Ženavlju. Vas Ženavlje je zapisana v svetovni zgodovini tudi zaradi tega, ker je tu 18. avgusta 1934 pristal Cosynsov stratosferski balon. Z izdajo novega zakona 5. decembra 1930 so osnovne šole prešle v državno upravo.

## Življenje gmajne po letu 1938
Leta 1938 je cerkveno občino sestavljalo osem vasi, h gmajni so spadali tudi verniki, ki so živeli v Čepincih, Markovcih, Martinju in Trdkovi, kjer je bil pretežni del prebivalstva katoliške veroizpovedi. Tega leta (1938) je gornjepetrovska evangeličanska cerkvena občina štela 580 družin z blizu 2.300 verniki. Leta 1957 so renovirali cerkev in župnišče.  V letih 1961/62 sta bili obe zgradbi elektrificirani.   Zaradi dotrajanosti starega župnišča so zgradili novo, ki  je bilo dograjeno 1965. 2. maja 1971 je gmajna praznovala 150. obletnico svojega obstoja, leta 1974 pa je bila cerkev ponovno renovirana. Marca leta 1980 so porušili staro, dotrajano župnišče in podirajoče se gospodarske zgradbe. Istočasno pa so verniki pričeli s pripravo nove večnamenske dvorane, katera je bila blagoslovljena 5. junija 1983. Evangeličansko cerkveno občino Gornji Petrovci trenutno sestavljajo verniki iz 10 vasi (Adrijanci, Boreča, Čepinci, Gornji Petrovci, Lucova, Markovci, Neradnovci, Stanjevci, Šulinci in Ženavlje) z 212 družinami ali 940 člani.